# 幸福新起点
幸福新起点是一首歌颂习近平新时代中国特色社会主义思想的歌曲，2018年在中国大陆流行。陈涛作词，王备作曲。该歌曲在春节联欢晚会（孙楠、谭维维演唱）、五一晚会（刘涛、黄晓明演唱）等场合传唱，以个人的视角传达对时代的感怀。虽然未点明歌颂对象，但“为我领航，天下心安”“胸怀五岳，智慧光芒”等歌词都隐喻着习近平这一领导核心，而“新起点”则象征着“新时代”的开始。